# Italiens historie
Italiens historie dækker perioden fra oldtiden op til middelalderen og op til moderne tid. I antikken var Italien hjemland for romerne og de romerske provinser.. Rom blev grundlagt som et kongerige i 753 f.v.t. og blev en republik i 509 f.v.t., hvor monarkiet blev forkastet til fordel for en regering bestående af senatet og folket. Den romerske republik forenede Italien på bekostning af etruskerne, kelterne og grækerne på halvøen. Rom ledte føderationen af italienske folk, hvorfra det stammede, i en ekspansion, der sikrede dominans i Vesteuropa, Nordafrika og Nærorienten.
Romerriget dominerede senere Vesteuropa og Middelhavsområdet i mange århundreder og skabte enorme fremskridt for menneskeheden. Nogle af disse ledte til udviklingen af vestlig filosofi, naturvidenskab og kunst, der forblev central op igennem middelalderen og renæssancen. Efter Romerrigets fald i 476 blev Italien opdelt i mange mindre bystater og politiske enheder, hvilket eksisterede frem til Italiens samling hvor landet blev etableret som en nationalstat. Det nye land, Kongeriget Italien, blev etableret i 1861 og blev hurtigt moderniseret og etablerede et stort koloniimperium, hvor dele af Afrika og lande omkring middelhavet blev koloniseret. De sydlige regioner af den unge nation forblev dog fattige landbrugssamfund, hvilket igangsatte den italienske emigration.
Under første verdenskrig sluttede Italien sig til Tripelententen med Frankrig og Storbritannien, på trods af at have været medlem af Tripelalliancen med Tyskland og Østrig-Ungarn, og landets bidrag i krigen var fundamentale for sejren, da det var en af de primære allierede nationer. Italien afsluttede foreningen ved at få Trento og Trieste, og fik permanent sæde i Folkeforbundets øverste råd. Italienske nationalister betragtede dog første verdenskrig som en lemlæstet sejr, og denne følelse ledte til Benito Mussolinis fascistiske diktatur i 1922. Den efterfølgende deltagelse i anden verdenskrig med Aksemagterne sammen med Nazityskland og Kejserriget Japan, endte med et militært nederlag og Mussolini blev arresteret og flygtede (hjulpet af den tyske diktator Adolf Hitler), og en borgerkrig mellem Den italienske modstandsbevægelse (hjulpet af De Allierede) og en nazifascistisk marionetstat kendt som "Salò-republikken". Efter befrielsen af Italien og republikkens fald, hvor Mussolini blev dræbt af modstandsbevægelsen, afskaffede landet monarkiet ved en folkeafstemning, hvorved demokratiet blev genetableret. Landet oplevede herefter et økonomisk mirakel og grundlagde Den Europæiske Union, NATO og G6 (senere G7 og G20. Landet er fortsat en stærk økonomi og en stor kulturel, militær ogpolitisk faktor i 2000-tallet.